# مردی با کلاه‌خود زرین
مردی با کلاه‌خود زرین (انگلیسی: The Man with the Golden Helmet) (حدود ۱۶۵۰) یک تابلوی نقاشی رنگ روغن روی بوم است که از مدت‌ها قبل تصور بر این بود که متعلق به رامبرانت نقاش هلندی است و امروزه تلقی می‌شود که این اثر متعلق به فردی از اطرافیان او است. تابلوی مردی با کلاه‌خود زرین نمونه ای از عصر طلایی نقاشی هلند است و در حال حاضر در مجموعه گمالده‌گالری، برلین نگهداری می‌شود.